# Маркина–Хлюпина, Клавдия Ивановна
Клавдия Ивановна Маркина-Хлюпина (урождённая Маркина; 1917—1982) — советская актриса театра, заслуженная артистка РСФСР (1960).

## Биография
Родилась 7 ноября 1917 года в селе Козловка Камышинского уезда Саратовской губернии, ныне Саратовского района Саратовской области.
После окончания школы поступила в Саратовское театральное училище имени И. А. Слонова (ныне Театральный институт Саратовской государственной консерватории имени Собинова). Окончив училище в 1938 году, была направлена работать в Вольский городской театр. На следующий год актриса была приглашена в Ивановский областной театр, где её застала Великая Отечественная война.
Оставив театральную сцену, Клавдия Ивановна в течение трёх с половиной лет работала медицинской сестрой в госпитале. В 1944 году в Иванове началась формироваться труппа передвижного театра для поездки на Урал. В этот театральный коллектив вошли как многие опытные и молодые актёры, включая Клавдию. В городе Лысьва в первом же спектакле по пьесе Ф. Кнорре «Встреча в темноте» началась творческая деятельность К. И. Маркиной на уральской сцене. В театре работала до конца жизни.
За более чем тридцать лет служения лысьвенскому театру ею создана галерея образов классического русского и зарубежного репертуара, а также современных пьес. В числе работ актрисы: Любовь («Последние»), Глория Патерсон («Остров Афродиты»), Филумена («Филумена Мортурано»), Елена Кручинина («Без вины виноватые»), Любовь Яровая («Любовь Яровая», Коммисар («Оптимистическая трагедия»), Старуха Анна («Последний срок»), Судакова («Гнездо глухаря») и другие.
Творческую деятельность совмещала с общественной работой. Будучи членом КПСС, избиралась секретарём партийной организации театра и делегатом XXII съезда КПСС; была депутатом городского Совета и членом городского комитета партии. Много лет являлась членjv Пермского отделения общественной организации «Всероссийское театральное общество».
Заслуженная артистка РСФСР (1960), награждена медалью «За доблестный труд» (1970) и знаком «Победитель социалистического соревнования» (1976).
Умерла 12 июня 1982 в городе Лысьва Пермской области. Была женой актёра С. П. Хлюпина (1915—1984).